# Karansebeser Wochenblatt
Das Karansebeser Wochenblatt war eine deutschsprachige Wochenzeitung, die von 1888 bis 1914 in Karansebesch (rum. Caransebeș, ung. Karánsebes) in der Habsburgermonarchie im Königreich Ungarn erschienen ist. Die an Banater Berglanddeutsche gerichtete Zeitung informierte zum Lokalgeschehen mit einem Schwerpunkt auf Wirtschaftsnachrichten aus Landwirtschaft, Handel und Industrie, bot aber auch einen Kulturteil mit Feuilleton. Wenige Monate nach Beginn des Ersten Weltkriegs musste das Karansebeser Wochenblatt sein Erscheinen einstellen.

## Chefredakteure
Schriftleitung
- Anton Orehoja
- Josef Jacobovits (ab 7. Apr. 1895)
- Eduard Tomann (ab 1. Okt. 1911)
- Arthur Lazits (ab 1. Febr. 1914)